# Provodnik
Provodnik (russisk: Проводник) er en russisk spillefilm fra 2018 af Ilja Maksimov.

## Medvirkende
- Aleksandra Bortitj som Katya Kaluzhskikh / Larisa Kaluzhskikh
- Marta Timofejeva
- Jevgenij Tsyganov som Kapkov
- Aleksandr Robak som Vasya
- Vjatjeslav Razbegajev som Pavel Laktin